# Soile Isokoski
Kammersänger Soile Marja Isokoski é uma soprano lírica finlandesa nascida a 14 de fevereiro de 1957 em Posio, Finlândia. Especializa-se no repertório de óperas e canções de Mozart e Strauss.
Junto a Karita Mattila, Camilla Nylund, Monica Groop, Lilli Paasikivi, Jorma Hynninen e Matti Salminen, um dos mais distintos expoentes do canto lírico de Finlândia.

## Biografia
Graduada da Academia Sibelius em Helsínquia em 1986, ganhou o Concurso Lappeenranta em 1987 e posteriormente o segundo prêmio no BBC Singer of the World em Cardiff. Trabalhando como solista numa igreja do norte de Finlândia foi contratada pela Ópera de Finlândia onde estreia como Mimi na La Bohème de Puccini permanecendo com a companhia até 1994.
Sua carreira internacional levou-a a cantar nas grandes casas líricas européias como Wiener Staatsoper (Viena), Théâtre du Châtelet (Paris), Opéra Bastille (Paris), A Scala, Ópera Alemã de Berlim, Staatsoper Unter den Linden (Berlim), Ópera Semper de Dresden, as óperas de Hamburgo, Colónia, Berlim e Munique, festivais de Salzburgo Le nozze di Figaro, Edinburgo, Festival de Tanglewood e Savonlinna e o Metropolitan Opera de Nova Iorque onde estreia em 2002 como a Condesa Almaviva nos casamentos de Fígaro de Mozart e a Ópera de San Francisco como a Mariscala do caballero de la rosa de Richard Strauss.
Seu repertório abarca óperas de Mozart (Condesa, Fiordiligi, Doña Elvira) , Puccini (Mimi e Liu), Wagner (Elsa e Eva), Strauss (Mariscala, Ariadna, Daphne, Madeleine), Chaikovski (Tatiana), Britten (Ellen), Gounod (Margarita), Verdi (Amelia, Desdémona, Alice Ford) e Bizet (Micaela).
É uma notável recitalista do repertório sinfónico-coral e liederístico e de seu país actuando com frequência acompanhada por Marita Viitasalo em Nova Iorque, Washington D.C., Fort Lauderdale, Viena, Londres, Paris, Amesterdão, Berlim, Munique, Roma, Atenas, Moscovo, São Petersburgo e Tóquio.
Tem sido requerida por directores da talha de John Eliot Gardiner, Neeme Järvi, Seiji Ozawa, Daniel Barenboim, Colin Davis, Bernard Haitink, Yehudi Menuhin, Riccardo Muti, Claudio Abbado, Simon Rattle, Valery Gergiev, Vladimir Ashkenazy, James Levine, Daniele Gatti, Donald Runnicles, Marek Janowski e seus compatriotas Okko Kamu, Jukka-Pekka Saraste, Esa-Pekka Salonen, Leif Segerstam, Sakari Oramo e Osmo Vänskä.
Sua versão das Quatro últimas canciones de Richard Strauss suscitou comparações com a legendaria Elisabeth Schwarzkopf. 
É notável intérprete da obra de Aulis Sallinen, Rautavaara, Jean Sibelius, Hugo Wolf, Schubert e Mahler.
Em 2007 recebeu a Medalha Sibelius e em 2008 foi nomeada Cantora da Corte de Viena( Kammersängerin).

## Repertório
- Così fã tutte "Fiordiligi" (Mozart)
- Dom Giovanni "Donna Elvira" (Mozart)
- Os casamentos de Figaro "Countess " (Mozart)
- A flauta mágica "Pamina " (Mozart)
- Otello "Desdemona" (Verdi)
- Falstaff "Alice Ford" (Verdi)
- Simon Boccanegra "Amelia" (Verdi)
- Die Meistersinger von Nürnberg  "Eva" (Wagner)
- Lohengrin "Elsa" (Wagner)
- Der Freischütz "Agathe" (Weber)
- A noiva vendida "Marenka " (Smetana)
- Der Rosenkavalier "Marschallin"  (Richard Strauss)
- Capriccio "Countess" (Richard Strauss)
- Ariadne auf Naxos "Ariadne" (Richard Strauss)
- Daphne "Daphne" (Richard Strauss)
- The Tais of Hoffmann "Antonia" (Offenbach)
- Faust "Marguerite" (Gounod)
- A Juive "Rachel" (Halévy)
- A bohème "Mimi" (Puccini)
- Turandot "Liù" (Puccini)
- Carmen "Micaëla" (Bizet)
- Eugene Onegin "Tatjana" (Tchaikovsky)
- Peter Grimes "Ellen Orford" (Britten)
- Diálogos de carmelitas "Madame Lidoine" (Poulenc)

## Discografia de referência
- Artist Portrait Schubert, Schumann, Grieg, Sibelius
- Beethoven: Symphonie 9
- Brahms: Eine Deutsches Requiem
- Chausson: Poema do amor e do mar, Berlioz, Lhes nuits d'eté
- Halévy: A Juive
- Mendelssohn: Elias, op. 70
- Mendelssohn: Paulus, op. 36
- Mahler: Symphonie 4
- Mahler: Symphonie 2
- Mahler: Symphonie 8
- Mozart: Arias
- Mozart: Così fã tutte
- Mozart: Dom Giovanni
- Rautavaara: Cantos, Die Liebenden
- Sibelius: Luonnotar
- Sibelius: Finlândia
- Sibelius: Kullervo
- Sibelius: Conferment and Coronation Cantatas
- Schumann : Liederkreis Op. 39, Frauenliebe und Leben
- Schubert: Lieder
- Strauss: Quatro últimas canções
- Strauss: Lieder
- Wolf: Italienisches Liederbuch com Bo Skovhus
- Zemlinsky: Der Zwerg
- Zemlinsky: Lyrische Symphonie

## Literatura
- Kuusisaari, Harri: Duo: Soile Isokoski ja Marita Viitasalo. Minerva Kustannus, 2007. ISBN 978-952-492-060-5
- Koskinen, Mari: Soile Isokoski: laulajan tie. Lopputyö Sibelius-Akatemia, Kuopion osasto, Kuopio 2003
- Salmela, Annmari, (toim.): Tärkeintä elämässä, p. 11-23. Kirjapaja, 2002. ISBN 951-625-886-7.